# Williams FW34

El Williams FW34 es un monoplaza de Fórmula 1 diseñado por la escudería  Williams F1  para competir durante la temporada 2012.

## Diseño y desarrollo
Tras la temporada 2011, en la que la escudería registró su peor resultado en sus treinta años de historia, Williams F1 comenzó un cambio profundo en el equipo, lo que implicó la llegada del antiguo diseñador de McLaren Mike Coughlan como Jefe de Diseño, y la promoción de Jason Somerville como Responsable de Aerodinámica. El FW34 emplea el motor Renault RS27-2012, confiando de nuevo en el fabricante automovilístico francés que ya había suministrado motores a Williams entre los años 1989 y 1997.
El FW34 tuvo un buen inicio de temporada, mostrándose competitivo y puntuando en 2 de las 4 primeras carreras, aunque accidentes o averías evitaron que Williams lograra un botín mayor. Pastor Maldonado llevó a la victoria al FW34 en el Gran Premio de España, logrando así un triunfo para la escudería de Grove más de 7 años después (desde Brasil 2004). Luego el monoplaza tuvo sus altibajos, pero en algunas carreras fue un competidor por podios (por ejemplo, en Valencia, Singapur y Abu Dabi). La falta de constancia y los errores impidieron sacar todo el potencial del FW34.

## Resultados

### Fórmula 1
(Clave) (negrita indica pole position) (cursiva indica vuelta rápida)

| Año  | Motor                    | Neu. | N.º | Pilotos          | 1   | 2   | 3   | 4   | 5   | 6   | 7   | 8   | 9   | 10  | 11  | 12  | 13  | 14  | 15  | 16  | 17  | 18  | 19  | 20  | Puntos | Pos. |
| ---- | ------------------------ | ---- | --- | ---------------- | --- | --- | --- | --- | --- | --- | --- | --- | --- | --- | --- | --- | --- | --- | --- | --- | --- | --- | --- | --- | ------ | ---- |
| 2012 | Renault RS27-2012 2.4 V8 | P    |     |                  | AUS | MYS | CHN | BHR | ESP | MON | CAN | EUR | GBR | GER | HUN | BEL | ITA | SIN | JPN | RCO | IND | ABU | USA | BRA | 76     | 8º   |
| 2012 | Renault RS27-2012 2.4 V8 | P    | 18  | Pastor Maldonado | 13† | 19† | 8   | Ret | 1   | Ret | 13  | 12  | 16  | 15  | 13  | Ret | 11  | Ret | 8   | 14  | 16  | 5   | 9   | Ret | 76     | 8º   |
| 2012 | Renault RS27-2012 2.4 V8 | P    | 19  | Bruno Senna      | 16† | 6   | 7   | 22† | Ret | 10  | 17  | 10  | 9   | 17  | 7   | 12  | 10  | 18† | 14  | 15  | 10  | 8   | 10  | Ret | 76     | 8º   |